# ماری‌جوانا در ایالات متحده آمریکا
استفاده، فروش و داشتن ماری‌جوانا حاوی بیش از ۰٫۳٪ تی‌اچ‌سی به صورت خشک در ایالات متحده طبق قوانین فدرال غیرقانونی است؛ با این حال در بسیاری از ایالات آن قوانینی تصویب شده که اجازهٔ مصرف آن در شرایط خاص داده شده. طبق قانون مواد کنترل شده (به انگلیسی: Controlled Substances Act) - به اختصار CSA - که در سال ۱۹۷۰ تصویب شده، ماری‌جوانای حاوی بیش از ۰٫۳% تی‌اچ‌سی «هیچ استفادهٔ پزشکی پذیرفته‌شده‌ای ندارد و پتانسیل بالایی برای سوء استفاده و ایجاد وابستگی دارد». در قانون فدرال استفاده از ماری‌جوانا به هر دلیلی به استثنای برنامه‌های تحقیقاتی مورد تأیید اف‌دی‌ای غیرقانونی است. با این حال، ایالت‌ها به صورت جداگانه قوانینی را وضع کرده‌اند که معافیت‌هایی را برای مصارف مختلف، از جمله مصارف پزشکی، صنعتی و تفریحی در نظر می‌گیرد.
بر مبنای CSA کشت بدون مجوز کنف به دلیل ارتباط آن با ماری‌جوانا غیرقانونی است و هر محصول وارداتی باید از سیاست تحمل صفر تبعیت کند. قانون کشاورزی سال ۲۰۱۴ به دانشگاه‌ها و ادارات کشاورزی در سطح ایالت اجازه می‌دهد تا برای تحقیق در مورد پتانسیل صنعتی ماری‌جوانا آن را کشت کنند. در دسامبر ۲۰۱۸، پس از اینکه قانون کشاورزی کنف در لایحه زراعت مصوب ۲۰۱۸ گنجانده شد، محدودیت کشت کنف از قانون فدرال برداشته شد.
ماری‌جوانا به عنوان یک دراگ سایکو اکتیو، در بین مصرف‌کنندگان آمریکایی به صورت تفریحی یا پزشکی طرفداران زیادی دارد. تا سال ۲۰۲۳، بیست و چهار ایالت، سه قلمرو و ناحیه کلمبیا استفاده تفریحی از ماری‌جوانا را قانونی کرده‌اند. سی و هشت ایالت، چهار قلمرو و ناحیه کلمبیا استفادهٔ پزشکی از ماری‌جوانا را قانونی کرده‌اند. تلاش‌های متعددی برای تغییر نوع طبقه‌بندی ماری‌جوانا (از نوع ۱ به ۳) در قانون CSA انجام شده که فعلاً هیچ‌کدام موفق نبوده‌اند. دادگاه عالی ایالات متحده در پرونده‌های ایالات متحده علیه تعاونی خریداران ماریجوانای اوکلند (۲۰۰۱) و گونزالس علیه رایچ (۲۰۰۵) حکم داده است که دولت فدرال حق دارد ماری‌جوانا (چه پزشکی چه تفریحی) را جرم‌انگاری کند. در نتیجه، داروخانه‌های ماری‌جوانا مجوز خود را از ایالت می‌گیرند. این کسب‌وکارها محصولات ماری‌جوانایی را می‌فروشند که تاییدیهٔ سازمان غذا و داروی آمریکا (اف‌دی‌ای) را ندارد، و همچنین از نظر قانونی در دولت فدرال برای فروش مواد کنترل‌شده ثبت نشده‌اند. اگرچه سازمان غذا و داروی آمریکا ماری‌جوانا را به کلی تأیید نکرده، اما فواید بالقوه آن را تشخیص داده و دو داروی حاوی اجزای ماری‌جوانا را تأیید کرده است.
جف سشنز، دادستان کل ایالات متحده، تفاهم نامه کول را در ۴ ژانویه ۲۰۱۸ لغو کرد و بخش‌نامهٔ جدیدی صادر کرد که به دادستانی‌های ایالات متحده دستور می‌داد تا قوانین فدرال مربوط به ماری‌جوانا را اجرا کنند. پس از این اتفاق، توانایی ایالت‌ها برای اجرای سیاست‌های قانونی‌سازی ماری‌جوانا تضعیف شد. تفاهم‌نامه کول که توسط معاون دادستان کل سابق جیمز کول در سال ۲۰۱۳ صادر شد، از دادستان‌های فدرال می‌خواست تا از هدف قرار دادن سازوکار ماری‌جوانای قانونی در ایالت‌ها خودداری کنند. در مورد استفاده پزشکی از ماری‌جوانا، اصلاحیه Rohrabacher-Farr همچنان به قوت خود باقی است تا از فعالیت‌های قانونی ایالتی در حیطهٔ ماری‌جوانای پزشکی در برابر اجرای قوانین فدرال محافظت کند. در ۱ مهٔ ۲۰۲۴، آسوشیتد پرس گزارش کرد که برنامه‌هایی برای تغییر قانون فدرال و تغییر طبقه‌بندی ماری‌جوانا در دستور کار است.

## مرور تاریخی
قانون مالیات ماری‌هوانا در سال ۱۹۳۷ یکی از اولین اقدامات قانونی در قبال ماری‌جوانا در سراسر کشور بود. این قانون در سال ۱۹۶۹ در لیری علیه ایالات متحده لغو شد و در سال بعد توسط کنگره لغو و با قانون مواد کنترل‌شده (CSA) جایگزین شد. طبق قانون CSA، ماری‌جوانا در طبقه‌بندی نوع ۱ یا جدول ۱ قرار گرفته به این معنی که پتانسیل بالایی برای سوء استفاده دارد و استفاده پزشکی قابل قبولی ندارد - بنابراین این قانون حتی استفاده پزشکی از ماری‌جوانا را هم ممنوع می‌کند. این طبقه‌بندی از زمانی که CSA برای اولین بار اجرا درآمد، با وجود تلاش‌های متعدد برای طبقه‌بندی مجدد، به قوت خود باقی مانده است. در پاسخ مستقیم، حزب آزادیخواه ایالات متحده یکی از اولین احزاب بزرگی بود که در سال ۱۹۷۲ خواستار قانونی شدن ماری‌جوانا شد. آن‌ها در اولین پلتفرم خود دراین‌باره گفتند: «ما طرفدار لغو کلیه قوانینی هستیم که "جرایم بدون قربانی" به‌شمار می‌روند و اکنون در سطوح فدرال، ایالت و محلی گنجانده شده‌اند؛ مانند قوانین مربوط به روابط جنسی داوطلبانه، مصرف مواد مخدر، قمار و اقدام به خودکشی.» با ادامه ممنوعیت ماری‌جوانا در قرن بیست و یکم، حزب ماری‌جوانا در ایالات متحده در سال ۲۰۰۲ به عنوان یک حزب تک موضوعی برای پایان دادن به جنگ با مواد مخدر و قانونی کردن ماری‌جوانا تشکیل شد. ایالت‌ها همچنین روند ابطال را برای نادیده گرفتن قوانین فدرال مربوط به ماری‌جوانا در پیش گرفته‌اند. کالیفرنیا این روند را با قانونی کردن ماری‌جوانای دارویی در سال ۱۹۹۶ آغاز کرد. در حال حاضر، ماری‌جوانا به‌طور کامل برای استفادهٔ تفریحی در ۲۴ ایالت، سه قلمرو ایالات متحده و واشینگتن دی‌سی قانونی شده، و اکثر ایالت‌ها به نوعی قوانین فدرال ماری‌جوانا را لغو کرده‌اند. در سال ۱۹۶۹، گالوپ یک نظرسنجی انجام داد و از آمریکایی‌ها پرسید که آیا «استفاده از ماری جوانا باید قانونی باشد» و تنها ۱۲٪ در آن زمان پاسخ مثبت دادند. در سال ۱۹۷۷ به ۲۸ درصد افزایش یافت و پس از آن دوره افزایش تدریجی را تجربه کرد. طبق آخرین نظرسنجی، دو سوم آمریکایی‌ها فکر می‌کنند مصرف ماری‌جوانا باید قانونی باشد. علاوه بر این، گزارش Business Insider نشان می‌دهد که تنها در سال ۲۰۲۲، آمریکایی‌ها حدود ۳۰ میلیارد دلار برای محصولات قانونی ماری‌جوانا هزینه کرده‌اند. این گزارش همچنین پیش‌بینی می‌کند که فروش قانونی ماری‌جوانا می‌تواند در سال جاری از ۳۳ میلیارد دلار فراتر رود و از فروش ترکیبی صنایع شکلات و آبجو دستی پیشی بگیرد.

## مصرف

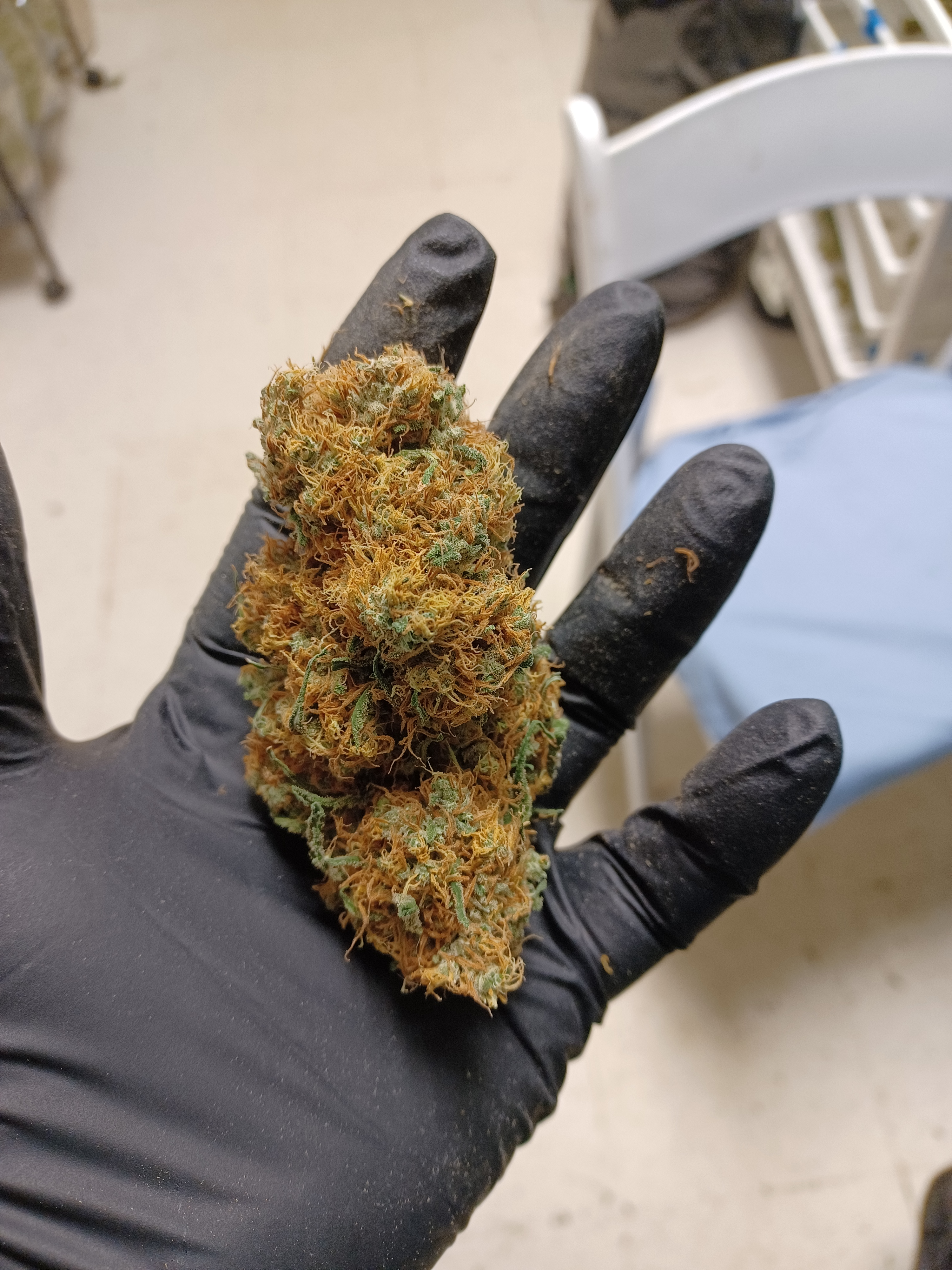
یک غنچه بزرگ گل ماری‌جوانا، آلاسکا

راجر رافمن، استاد مددکاری اجتماعی در دانشگاه واشینگتن، در ژوئیهٔ ۲۰۱۳ اظهار داشت که «حدود ۳٫۶ میلیون آمریکایی روزانه یا تقریباً روزانه ماری‌جوانا مصرف می‌کنند». پیتر رویتر، استاد دانشکده سیاست عمومی و دپارتمان جرم‌شناسی دانشگاه مریلند، کالج پارک، گفت که «امتحان کردن ماری‌جوانا مدت‌هاست که بخش طبیعی بزرگ شدن در ایالات متحده بوده است؛ حدود نیمی از جمعیت متولد شده از سال ۱۹۶۰ به بعد تا سن ۲۱ سالگی این دراگ را امتحان کرده‌اند.» یک نظرسنجی سازمان بهداشت جهانی نشان داد که ایالات متحده بالاترین سرانه مصرف ماری‌جوانا در جهان را داراست. نظرسنجی ملی در مورد مصرف مواد مخدر و سلامت در سال ۲۰۰۷ که توسط وزارت بهداشت و خدمات انسانی ایالات متحده تهیه شد، نشان داد که ۱۴٫۴ میلیون شهروند آمریکایی بالای ۱۲ سال ظرف یک ماه گذشته ماری‌جوانا مصرف کرده‌اند. نظرسنجی سال ۲۰۰۸ نشان داد که ۳۵ میلیون آمریکایی مایل بودند به نمایندگان دولت بگویند که در سال گذشته ماری جوانا مصرف کرده‌اند.
بر اساس نظرسنجی ملی در سال ۲۰۰۱ در مورد مصرف مواد مخدر و سلامت توسط اداره خدمات سوء مصرف مواد و خدمات بهداشت روانی، شعبه‌ای از وزارت بهداشت و خدمات انسانی ایالات متحده، ۴۱٫۹٪ (بیش از ۲ در ۵) از آمریکایی‌های ۱۲ سال و بالاتر تجربهٔ مصرف ماری‌جوانا در مقطعی از زندگی خود را داشته‌اند، در حالی که ۱۱٫۵٪ (حدود ۱ در ۹) گزارش داده‌اند که از ماری‌جوانا «در سال جاری» استفاده کرده‌اند. طبق یک نظرسنجی گالوپ در سال ۲۰۲۲، ۱۶٪ از آمریکایی‌ها ماری‌جوانا مصرف می‌کنند (از ۷٪ در سال ۲۰۱۳) و ۴۸٪ نیز گفتند که ماری‌جوانا را در مقطعی از زندگی خود امتحان کرده‌اند (از ۴٪ در سال ۱۹۶۹).
استفادهٔ پزشکی یکی از دلایل رایج مردم برای استفاده از ماری‌جوانا است. به گفته مؤسسه ملی سوء مصرف مواد مخدر، «اصطلاح ماری‌جوانای پزشکی به استفاده از گل گیاه ماری‌جوانا که فرآوری نشده یا استخراج عصاره‌های آن برای درمان یک بیماری یا علامت بیماری اشاره دارد.» با این حال، سازمان غذا و داروی ایالات متحده (FDA) به‌طور رسمی ماری جوانا را به عنوان یک دارو تأیید نکرده است.

## قانونی شدن

### فدرال
از آنجایی که قانون مواد کنترل‌شده در سال ۱۹۷۰ ماری‌جوانا را به‌عنوان مواد مخدر جدول اول (یا همان نوع اول) طبقه‌بندی می‌کند، تا زمان تصویب لایحه زراعت ایالات متحده در سال ۲۰۱۸، تحت قوانین فدرال، داشتن، استفاده، خرید، فروش یا کشت ماری‌جوانا در تمام حوزه‌های قضایی ایالات متحده غیرقانونی بود. به عنوان یک ماده جدول I، بالاترین محدودیت از پنج برنامه مختلف برای کنترل آن در نظر گرفته شده و ادعا می‌شود که ماری‌جوانا در کنار موادی مانند آمفتامین پتانسیل بالایی برای سوء مصرف دارد و استفاده پزشکی قابل قبولی نیز برای آن وجود ندارد. علی‌رغم این ممنوعیت فدرال، برخی از دولت‌های ایالتی و محلی قوانینی را وضع کردند که تلاش می‌کردند ماری‌جوانا را جرم‌زدایی کنند. این کار باعث کاهش تعداد مجرمانی شده که صرفاً به خاطر در اختیار داشتن ماری‌جوانا به زندان می‌افتند. سایر دولت‌های ایالتی و محلی از سازمان‌های مجری قانون می‌خواهند که اجرای قوانین مواد مخدر را در رابطه با ماری‌جوانا محدود کنند. با این حال، بر اساس بند برتری قانون اساسی ایالات متحده، قوانین فدرال بر قوانین متناقض ایالتی و محلی اولویت دارد. در بیشتر موارد، فقدان قانون ایالتی با قانون فدرال تعارض ندارد.
دولت فدرال ماری‌جوانا را تحت بند بازرگانی بین ایالتی جرم انگاری کرد و اعمال این قوانین در تجارت بین ایالتی در سال ۲۰۰۵ توسط دادگاه عالی ایالات متحده در گونزالس علیه رایچ، مورد رسیدگی قرار گرفت.
در ژانویه ۲۰۰۹ و بعدز انتخابات، تیم انتقالی پرزیدنت باراک اوباما یک نظرسنجی را ترتیب داد تا برخی از موضوعات مهمی را که عموم مردم آمریکا می‌خواهند دولت او بررسی کند، روشن کند؛ دو ایده از ده ایده برتر مربوط به قانونی کردن استفاده از ماری‌جوانا بود. در ژوئیه ۲۰۰۹، گیل کرلیکوسکه، مدیر دفتر سیاست ملی کنترل مواد مخدر، موضع دولت فدرال را این گونه تعریف کرد که «ماری‌جوانا خطرناک است و هیچ فایدهٔ دارویی ندارد» و «قانونی‌سازی در واژگان رئیس جمهور نیست و اینطور نیست».

## پژوهش
قبل از سال ۲۰۲۱، مرکز ملی تحقیقات محصولات طبیعی در آکسفورد، می‌سی‌سی‌پی تنها مرکز در ایالات متحده بود که مجوز فدرال کشنت ماری‌جوانا برای تحقیقات علمی را از اداره مبارزه با مواد مخدر دریافت کرده بود. این مرکز بخشی از دانشکدهٔ داروسازی در دانشگاه می‌سی‌سی‌پی است.
تحقیقات علمی دربارهٔ ماری‌جوانا به دلیل انحصاری که مؤسسه ملی سوء مصرف مواد مخدر تا قبل از سال ۲۰۲۱ در اختیار داشت، با محدودیت‌های فراوانی همراه بود. ماری‌جوانای عرضه شده توسط مؤسسه ملی سوء مصرف مواد مخدر (NIDA) به دلایل مختلفی از جمله مقادیر زیاد ساقه و دانه، سطح کپک و مخمر بالا، محتوای تی‌اچ‌سی پایین، و تنوع کم نژادهای موجود، توسط محققان مورد انتقاد قرار گرفته است. همچنین انتقاداتی نسبت به طولانی شدن روند پاسخگویی به درخواست‌ها و حمایت از تحقیقات در مورد مضرات ناشی از ماری‌جوانا نسبت به تحقیقات در مورد فواید سلامتی آن مطرح شد. در اوت ۲۰۱۶، DEA اعلام کرد که قصد دارد مجوزهای بیشتری برای کشت ماری‌جوانا صادر کند، با این حال اولین مجوز در سال ۲۰۲۱ اولین اعطا شد.
برای انجام تحقیق دربارهٔ ماری‌جوانا همچنان به مجوز از DEA (ویژه داروهای جدول I) و تأییدیهٔ FDA نیاز است. قبل از سال ۲۰۱۵، برای انجام تحقیق به تاییدیهٔ خدمات بهداشت عمومی ایالات متحده نیز نیاز بود، اما این الزام حذف شد تا موانعی که بر سر راه ماری‌جوانای تحقیقاتی وجود داشت، کمتر شود. سازمان‌های پزشکی متعددی در ایالات متحده خواستار کاهش بیشتر محدودیت‌ها در تحقیقات مربوط به ماری‌جوانا شده‌اند، از جمله آکادمی پزشکان خانواده آمریکا، انجمن روان‌شناسی آمریکا، انجمن سرطان آمریکا، آکادمی اطفال آمریکا، و انجمن پرستاران آمریکا.

## جرم

نمودار از اداره آمار ایالات متحده آمریکا

اکثریت دستگیری‌های مربوط به ماری‌جوانا برای نگهداری است. با این حال، در سال ۱۹۹۷، اکثریت قریب به اتفاق زندانیان در زندان‌های ایالتی به دلیل محکومیت‌های مرتبط با ماری‌جوانا، به جرائمی غیر از نگهداری ساده محکوم شدند.
بر اساس گزارش سالانه اف‌بی‌آی، از سال ۱۹۹۶ تاکنون بیش از ۱۲ میلیون دستگیری به خاطر ماری‌جوانا در ایالات متحده رخ داده، از جمله این که ۷۴۹۸۲۵ نفر به دلیل نقض مقررات ماری‌جوانا تنها در سال ۲۰۱۲ دستگیر شدند. از میان افرادی که در سال ۲۰۱۲ به تخلفات ماری جوانا متهم شدند، ۶۵۸۲۳۱ نفر (۸۸ درصد) تنها به نگهداری متهم شدند. ۹۱۵۹۳ نفر باقی‌مانده به «فروش/تولید» متهم شدند، حتی آن‌هایی که ماری‌جوانا را برای مصارف شخصی یا پزشکی کشت داده بودند. دستگیری‌های ماری جوانا تقریباً نیمی (۴۸٫۳٪) از کل دستگیری‌های مواد مخدر گزارش شده در ایالات متحده را شامل می‌شود. طبق گزارش اتحادیه آزادی‌های مدنی آمریکا، از سال ۲۰۰۱ تا ۲۰۱۰، ۸٫۲ میلیون دستگیری به خاطر ماری جوانا انجام شده و ۸۸ درصد از این دستگیری‌ها فقط برای نگهداری ساده ماری‌جوانا بوده است.

### نابرابری نژادی در دستگیری‌های مربوط به ماری‌جوانا
در مطالعه‌ای که توسط اتحادیه آزادی‌های مدنی آمریکا انجام شده است، از سال ۲۰۰۱ تا ۲۰۱۰، سیاه‌پوستان و سفیدپوستان تقریباً به میزان مساوی از ماری‌جوانا استفاده می‌کردند. علی‌رغم مصرف مشابه در سراسر کشور، سیاه‌پوستان ۳٫۶ برابر بیشتر از سفیدپوستان به خاطر ماری‌جوانا دستگیر می‌شوند. نرخ تفاوت‌ها در ایالت‌های مختلف متفاوت است. برای مثال، کلرادو کمترین اختلاف را با سیاهپوستان دارد که احتمال دستگیری آنها به خاطر ماریجوانا ۱٫۵ برابر بیشتر از سفیدپوستان است. از سوی دیگر، در مونتانا، کنتاکی، ایلینوی، ویرجینیای غربی و آیووا، سیاه‌پوستان بیش از هفت برابر بیشتر از سفیدپوستان به خاطر ماری‌جوانا دستگیر می‌شوند. در همهٔ ایالت‌ها، فارغ از اینکه ماری‌جوانا قانونی، جرم‌زدایی یا غیرقانونی شده باشد، احتمال زندان رفتن سیاه‌پوستان به خاطر جرایم مربوط به ماری‌جوانا بیشتر است.

## حمایت سیاسی
حزب لیبرتارین و حزب سبز به حمایت از قانونی کردن ماری جوانا معروف هستند. همچنین احزاب سیاسی فعال ماری‌جوانا در حداقل پنج ایالت حضور دارند. آن‌ها عبارتند از حزب مردمی قانونی کردن ماری‌جوانا، حزب قانونی ماری‌جوانا در حال حاضر، حزب قانونی کردن ماری‌جوانا و حزب ماری‌جوانای ایالات متحده.

### تاریخچه احزاب سیاسی ماری‌جوانا در ایالات متحده
- حزب بین‌الملل جوانان که در سال ۱۹۶۷ برای پیشبرد فرهنگ ضدفرهنگ دهه ۱۹۶۰ تشکیل شد، اغلب نامزدهای پست دولتی را معرفی می‌کرد. پرچم Yippie یک ستاره پنج پر است که با یک برگ شاهدانه روی آن قرار گرفته است.
- حزب مردمی در سال ۱۹۸۶ در مینه سوتا تأسیس شد و نامزدهای متعددی را برای دفاتر ایالتی و فدرال انتخاب کرد. این حزب در آیووا، مینه سوتا و ورمونت فعال بود. حزب مردمی در هر انتخابات ریاست جمهوری از سال ۱۹۸۸ تا ۲۰۰۰ نامزدهای انتخاباتی را انتخاب کرد.[۵۸][۵۹][۶۰][۶۱]
- حزب قانونی ماری جوانا اکنون در سال ۱۹۹۸ در مینه سوتا تأسیس شد.[۶۲]
- در سال ۱۹۹۸، یک نامزد مستقل، ادوارد فورشیون، از نیوجرسی به عنوان کاندیدای حزب قانونی ماری جوانا برای کنگره نامزد شد. از آن زمان، Forchion چندین بار برای تعدادی از دفاتر تحت آن پرچم شرکت کرده است.
- حزب اصلاحات ماری جوانا در سال ۱۹۹۸ در نیویورک تأسیس شد و در سال ۱۹۹۸ و ۲۰۰۲ نامزدهای فرمانداری آنجا را بر عهده گرفت[۶۳]
- حزب ماری جوانا ایالات متحده سازمانی است که مشارکت حامیان قانونی ماری جوانا را در انتخابات ترویج می‌کند. در سال ۲۰۱۲، این گروه از آزادیخواه گری جانسون برای ریاست جمهوری حمایت کرد.
- حزب ضد ممنوعیت در سال ۲۰۱۰ نامزدهای انتخاباتی را برای یک دوره انتخاباتی در ایالت نیویورک معرفی کرد.
- در سال‌های ۲۰۱۰ و ۲۰۱۲، نامزد مستقل کریس اریکسون در چند دفتر در ورمونت تحت عنوان ماری‌جوانای ایالات متحده در رأی‌گیری بود.
- حزب مردمی قانونمند کنابیس در سال ۲۰۱۴ در مینه سوتا تأسیس شد.[۶۴]
- در سال ۲۰۱۶، حزب قانونی ماری جوانا اکنون نامزدهای ریاست جمهوری خود را در دو ایالت به صندوق رأی گذاشت.[۶۵][۶۶]

## نظرسنجی
گالوپ در سال ۱۹۶۹ شروع به نظرسنجی از مردم در مورد موضوع قانونی کردن ماری‌جوانا کرد. در آن سال ۱۲ درصد موافق بودند. نظرسنجی گالوپ در سال ۲۰۱۷ نشان داد که ۶۴ درصد به نفع قانونی کردن ماری‌جوانا، از جمله اکثریت جمهوری خواهان برای اولین بار، رکورددار بود. در سال ۲۰۱۸، همین نظرسنجی به بالاترین حد جدید یعنی ۶۸ درصد افزایش یافت و نشان داد که اکثریت آمریکایی‌ها موافق قانونی کردن ماری‌جوانای تفریحی هستند.
بر اساس یک نظرسنجی در سال ۲۰۱۳ توسط مرکز تحقیقاتی پیو، اکثریت آمریکایی‌ها موافق قانونی کردن کامل یا جزئی ماری‌جوانا بودند. این نظرسنجی نشان داد که ۵۲ درصد از پاسخ‌دهندگان از قانونی شدن ماری‌جوانا حمایت می‌کنند و ۴۵ درصد از آن‌ها حمایت نمی‌کنند. حمایت فارغ التحصیلان کالج در کمتر از سه سال، از ۳۹ درصد به ۵۲ درصد افزایش یافت، حمایت جمهوری‌خواهان محافظه‌کار (گروهی که به‌طور سنتی از قانونی‌سازی ماری‌جوانا حمایت نمی‌کرد) به حدود ۳۰ درصد افزایش یافت. نسخه ۲۰۱۸ نظرسنجی نشان داد که حمایت عمومی به ۶۱ درصد افزایش یافته است.
برخی از ایالت‌ها (کلرادو، واشینگتن، اورگان، مین و آلاسکا) که با تغییر قوانین خود ماری‌جوانای تفریحی را قانونی اعلام کردند،  در تغییر نگرش مردم نسبت به ماری‌جوانا موثر بودند. بر اساس نظرسنجی گالوپ که در دسامبر ۲۰۱۲ منتشر شد، ۶۴ درصد از آمریکایی‌ها معتقدند که دولت فدرال نباید در این ایالت‌ها مداخله کند.
یک مطالعه در سال ۲۰۱۸ در نشریهٔ تحقیقات علوم اجتماعی نشان داد که عوامل اصلی تعیین‌کنندهٔ تغییر نگرش نسبت به مقررات ماری‌جوانا از دهه ۱۹۹۰، شاملِ درک خطرناک نبودن ماری‌جوانا، تغییر در چارچوب رسانه‌ای ، کاهش مجازات کلی و کاهش گرایش‌های مذهبی است.
طبق سه نظرسنجی مهم در سطح ملی، قانونی شدن ماری‌جوانا در سال ۲۰۱۹ طرفداران بسیاری داشته.

## برای مطالعهٔ بیشتر
- Anderson, D. Mark, and Daniel I. Rees. 2023. "The Public Health Effects of Legalizing Marijuana." Journal of Economic Literature 61(1): 86–143.
- Reefer Madness, a 2003 book by Eric Schlosser, detailing the history of marijuana laws in the United States
- The Emperor Wears No Clothes, a 1985 book by Jack Herer